# Fernando Pedroza
Fernando Pedroza är en kommun i Brasilien.   Den ligger i delstaten Rio Grande do Norte, i den östra delen av landet, 1 700 km nordost om huvudstaden Brasília. Antalet invånare är 2 850. Arean är 323 kvadratkilometer.
Terrängen i Fernando Pedroza är platt åt nordväst, men åt sydost är den kuperad.
Omgivningarna runt Fernando Pedroza är huvudsakligen savann. Runt Fernando Pedroza är det mycket glesbefolkat, med 7 invånare per kvadratkilometer.